# Feels Like Fire
"Feels Like Fire" được phát hành vào tháng 6 năm 2003 dưới dạng đĩa đơn ngoài khu vực Hoa Kỳ, trích từ album Shaman của nhóm nhạc Santana. Ca khúc có sự góp giọng của Dido trong phần nền.

## Danh sách bài hát

### CD quảng bá
CD chỉ phát hành tại Phần Lan
| # | Tên                                       | Thời lượng |
| - | ----------------------------------------- | ---------- |
| 1 | "Feels Like Fire" (Phiên bản trong album) | 4:39       |

## Các bảng xếp hạng
| Các bảng xếp hạng (2004)        | Thứ hạng cao nhất |
| ------------------------------- | ----------------- |
| New Zealand (Recorded Music NZ) | 26                |
| Tây Ban Nha (PROMUSICAE)        | 29                |